# 刘庭训墓葬俑
刘庭训墓葬俑是唐代忠武将军刘庭训墓中出土的13件三彩陪葬俑，现藏于大英博物馆。这组陪葬俑被评选为“大英博物館100件文物中的世界史”中的第55件文物。

## 历史
刘庭训是唐忠武将军、上折冲都尉，官居正四品上阶，历仕武周、中宗、睿宗、玄宗四朝，开元十六年（728年）以72岁高龄去世，死后葬于洛阳城北邙山。
刘庭训墓于20世纪初被盗。其墓地位于今陇海铁路（前身为汴洛铁路）南侧，被盗时间可能是光绪三十三至三十四年（1907年至1908年）前后修筑汴洛铁路之时。这批陪葬俑后流落英国，由英国藏家乔治·尤莫霍浦路斯所收藏。1921年，英国学者霍蒲孙发表文章介绍了这组陪葬俑。尤莫霍浦路斯曾将这批藏品放置于维多利亚和阿尔伯特博物馆，后又移至大英博物馆展出。1936年，大英博物馆从尤莫霍浦路斯手中收购了这批藏品。

## 描述
在现今洛阳地区出土的三彩陪葬俑中，刘庭训墓葬中的陪葬俑数量较多、体形较大，且形态各异、釉色鲜亮。这组陪葬俑共由13件三彩俑构成、组合丰富，其中包括镇墓兽、天王俑、文官俑、马俑、骆驼俑各一对2件，外加牵夫俑3件。

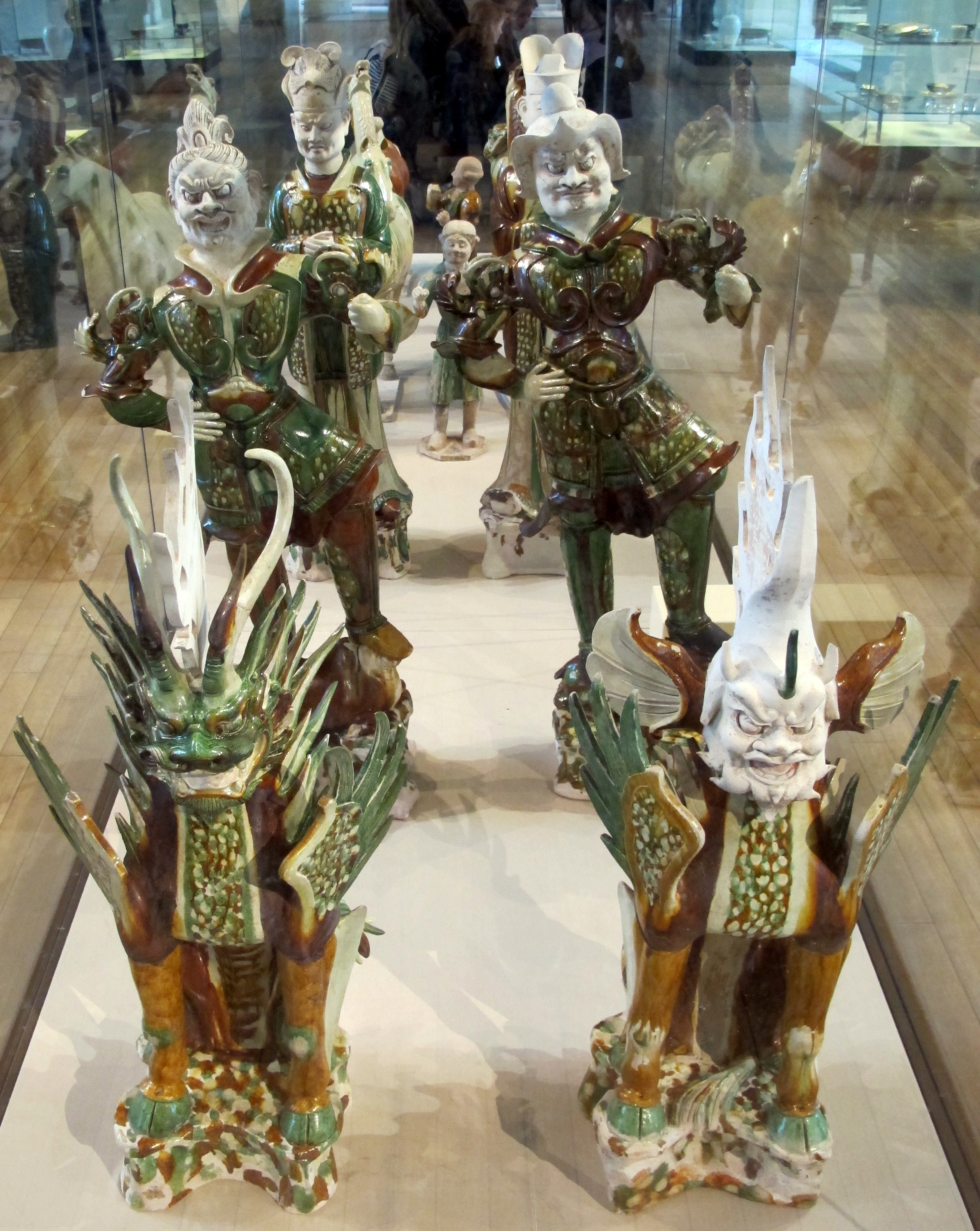
所有陪葬俑列成一队
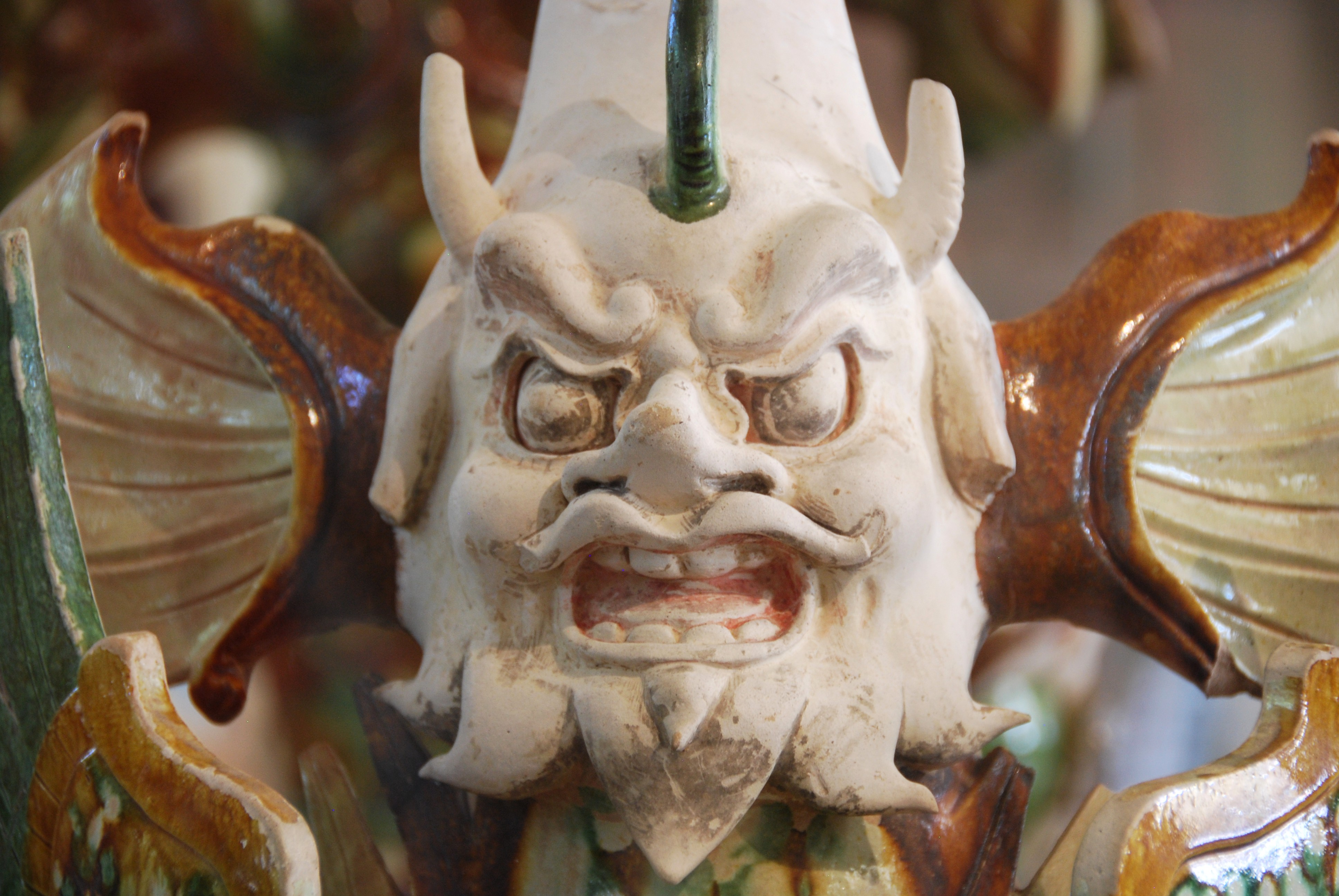
镇墓兽特写
一对天王俑
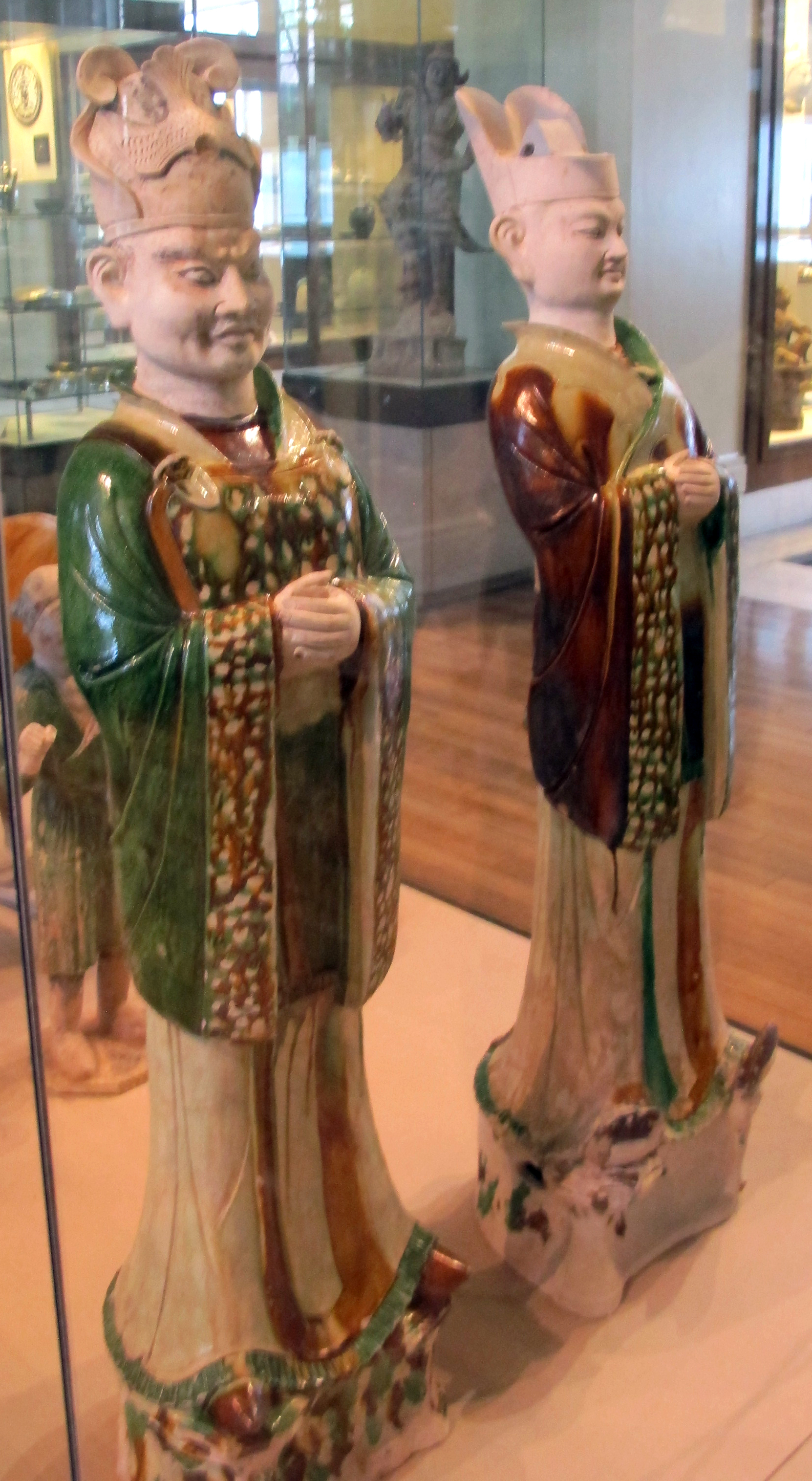
一对文官俑
牵夫俑与一对马俑
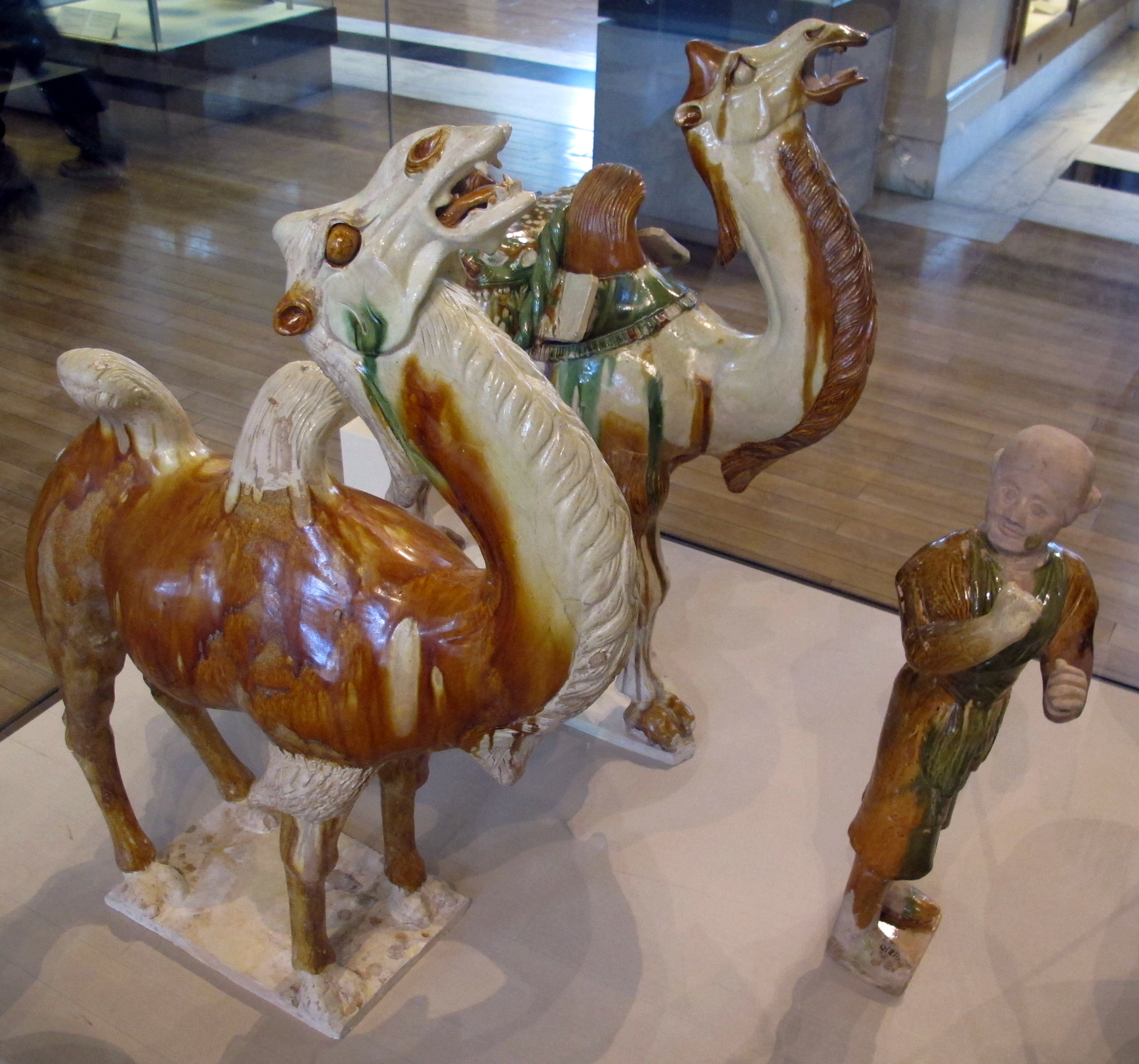
牵夫俑与一对骆驼俑